# Мурос (А-Корунья)
Мурос (гал. Muros, ісп. Muros) — муніципалітет в Іспанії, у складі автономної спільноти Галісія, у провінції Ла-Корунья. Населення — 9787 осіб (2009).
Муніципалітет розташований на відстані близько 480 км на північний захід від Мадрида, 38 км на схід від Ла-Коруньї.
Муніципалітет складається з таких паррокій: Абельєйра, Естейро, Лоуро, Мурос, Серрес, Таль, Тореа.

## Демографія
Динаміка населення (INE ):

## Галерея зображень

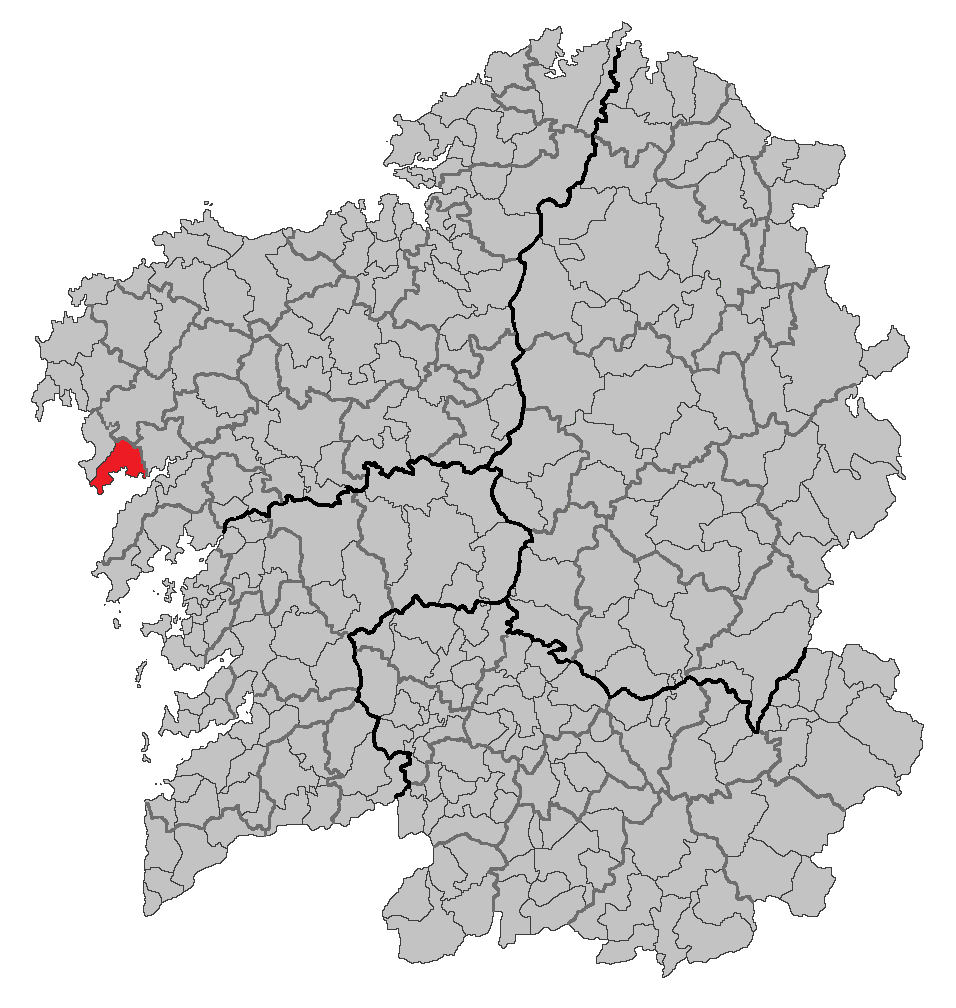
Розташування муніципалітету
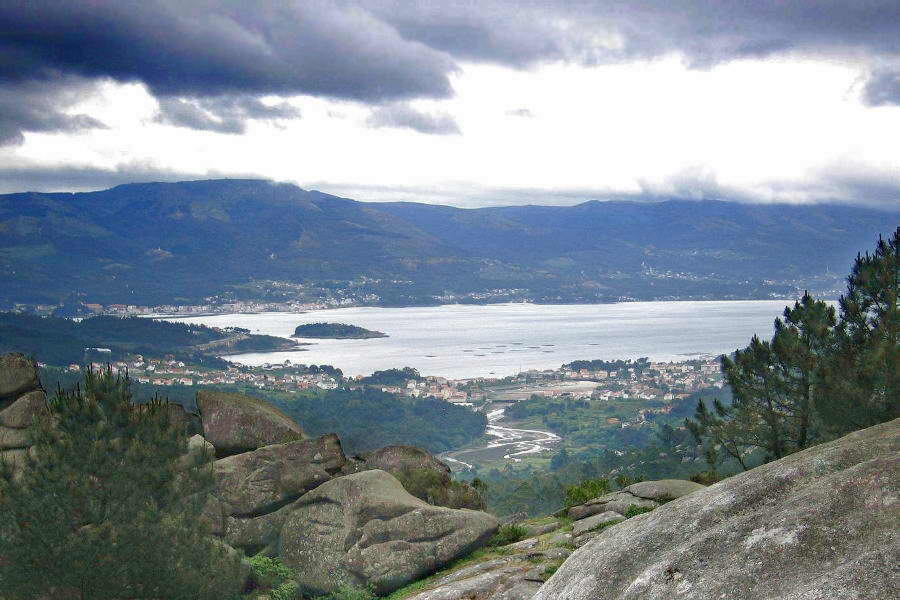
Естейро
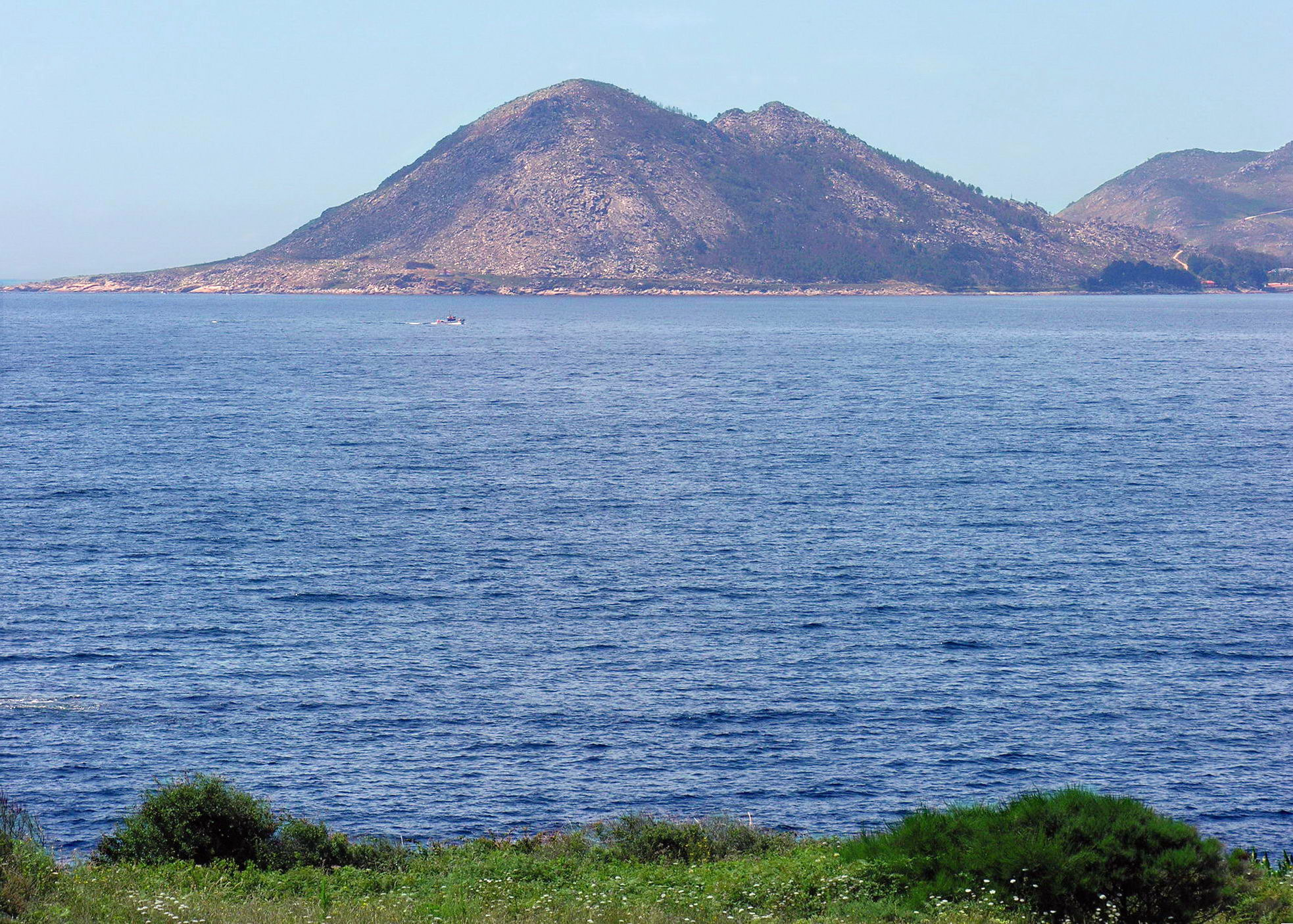
Гора Лоуро з Арнели, Баронья
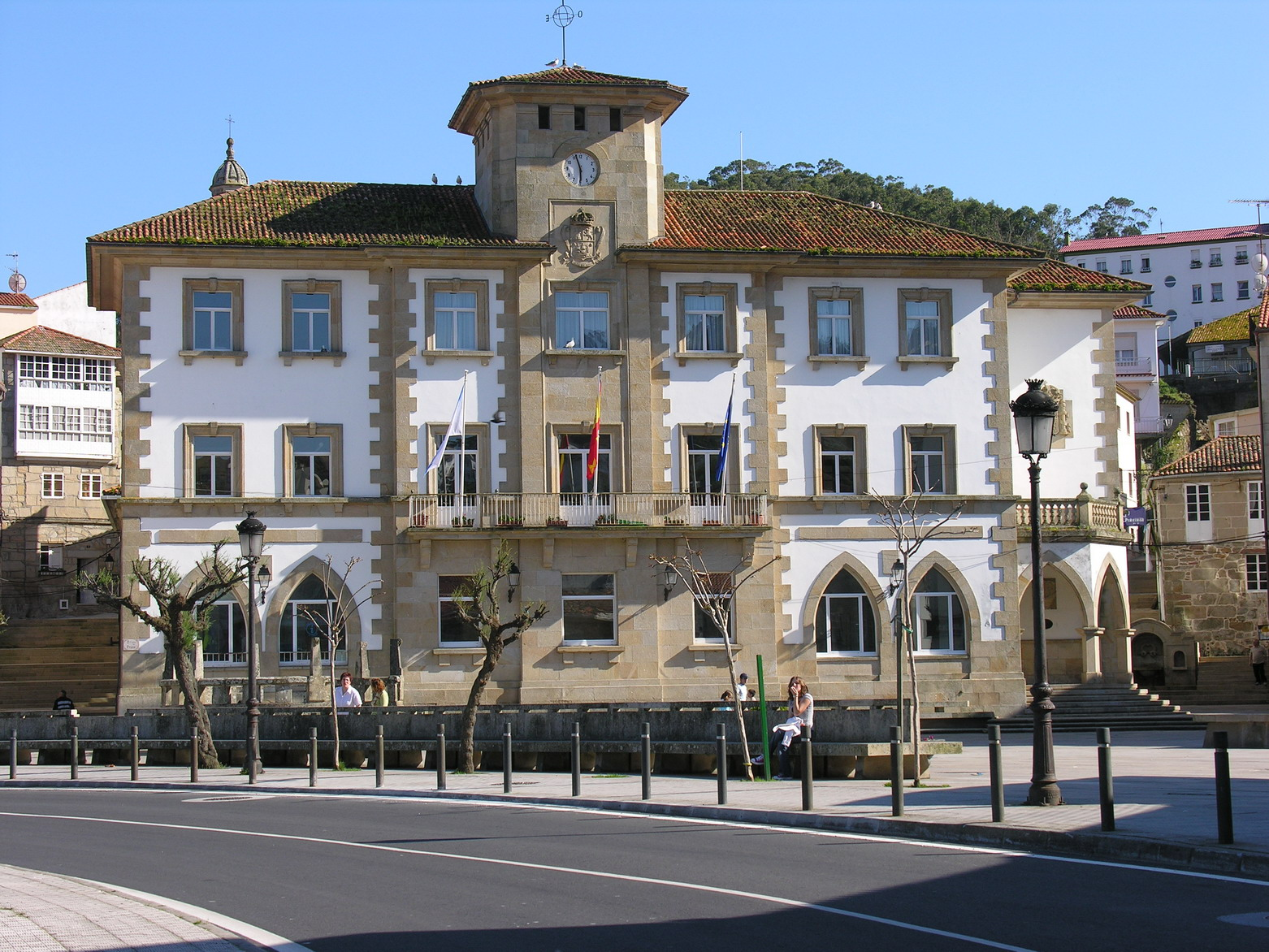
Муніципальна рада